# Personalordinariat Unserer Lieben Frau vom Kreuz des Südens
Das Personalordinariat Unserer Lieben Frau vom Kreuz des Südens (lat.: Ordinariatus Personalis Nostrae Dominae a Cruce Australe, engl.: Personal Ordinariate of the Southern Cross) ist eine diözesanähnliche Institution der römisch-katholischen Kirche auf dem Gebiet von Australien für Gläubige und Gruppen anglikanischer Tradition, die in voller Gemeinschaft mit der katholischen Kirche stehen, ohne ihr besonderes anglikanisches Erbe aufzugeben.
Das Dikasterium für die Glaubenslehre hat dem Ordinariat auch Gruppen außerhalb Australiens anvertraut, nämlich in Japan und Guam.

## Geschichte
Das Personalordinariat wurde am 15. Juni 2012 durch die Kongregation für die Glaubenslehre in Abstimmung mit der Australischen Bischofskonferenz gemäß den Normen der von Papst Benedikt XVI. am 4. November 2009 in Kraft gesetzten Apostolischen Konstitution Anglicanorum coetibus errichtet. Zum ersten Ordinarius wurde der ehemalige anglikanische Bischof Harry Entwistle ernannt, der zur katholischen Kirche übergetreten war und am 15. Juni 2012 die römisch-katholische Priesterweihe empfing.
Kirchenrechtlich untersteht das Personalordinariat Unserer Lieben Frau vom Kreuz des Südens unmittelbar dem Heiligen Stuhl. Zum Patron wurde der Hl. Augustinus von Canterbury bestimmt.
Die Anzahl der Gläubigen des Ordinariats ist verhältnismäßig klein, die der Priester vergleichsweise ungewöhnlich groß.

## Ordinarien
- Harry Entwistle, 2012–2019
- Carl Reid, 2019–2023[4]
  - Anthony Randazzo (seit 2023 Apostolischer Administrator)